# Мерсдорф
Мерсдорф (нім. Mörsdorf) — громада в Німеччині, розташована в землі Рейнланд-Пфальц. Входить до складу району Рейн-Гунсрюк. Складова частина об'єднання громад Кастеллаун.
Площа — 17,37 км2. Населення становить 615 ос. (станом на 31 грудня 2020).